# Faunis adamsi
Faunis adamsi är en fjärilsart som beskrevs av Brooks 1933. Faunis adamsi ingår i släktet Faunis och familjen praktfjärilar. Inga underarter finns listade i Catalogue of Life.